# Become.com
Become.com es un motor de búsqueda de Internet que sirve para realizar comparación de precios entre varias páginas y tiendas que posean catálogo en Internet, para ayudar a los compradores a elegir correctamente una decisión de compra. Este buscador trabajo en varios rubros como electrónica, hogar, jardín y ropa ente otros.

## Historia
Become Inc. fue fundado en el año 2004 por los empresarios Michael Yang y Yeogirl Yun quienes también fundaron mySimon. En el inicio de febrero de 2005, se unieron a los fundadores originales el anterior Gerente de Búsquedas de Yahoo!, Jon Glick, un ejecutivo de NextTag, Greg Haslam y un ejecutivo de eBay, Tony Pecora.
La compañía es de control privado, con su oficina central en Mountain View, California. Esta empresa ha recibido una cantidad de aportes no divulgado en una primera ronda de recolección de fondos y 7,2 millones de dólares en una segunda campaña.

## Reconocimientos
Become.com ha sido reconocida como uno de los sitios Webs del Año, por la revista Forbes durante los años 2005 y 2006.